# Lida Licht-Lankelma
Alida (Lida) Licht-Lankelma (Purmerend, 20 juni 1920 – Hengelo, 9 juli 2014) was een Nederlands interieurarchitect en schilder.

## Leven en werk
Lida Lankelma was het oudste kind van Gerard Dirk Lankelma en Gerarda Cornelia Kat. Ze bezocht de hbs in Purmerend en vertrok na drie jaar naar Amsterdam voor een opleiding aan het Instituut voor Kunstnijverheidsonderwijs. Ze wilde aanvankelijk gaan schilderen, maar koos -onder druk van haar vader- voor de binnenhuisarchitectuur. Ze was een leerling van Johan Niegeman, Mart Stam, en vermoedelijk Anton Kurvers.
Na haar afstuderen in 1941 was ze korte tijd assistent van Niegeman aan het Instituut. Ze volgde nog lessen bouwkunde bij architect J.P. Kloos in Haarlem en werkte als binnenhuisarchitect bij het Chemisch en Verftechnisch Adviesbureau Dr. J. Rinse en W. Dorst, waarvoor ze fabriekskantines ontwierp. In 1944 ontmoette ze meubelmaker Gerardus (Gerrit) Licht (1917-2001), die als verzetsstrijder bij haar ouders was ondergedoken. Het stel trouwde in 1947 en had van 1948 tot 1974 een eigen bedrijf voor meubels, kunstnijverheid en interieurontwerp, onder de naam Het Woonbaken. Na 1974 richtte Licht-Lankelma zich op het schilderen.

### Goed Wonen
In november 1946 werd in Amsterdam de Stichting Goed Wonen opgericht, die het wonen in Nederland op een hoger peil wilde brengen door verbetering van de woninginrichting. Dat doel moest worden bereikt door onder andere "a. het bevorderen van de productie en distributie van meubelen, stofferingen, gebruiksvoorwerpen, enz., die aan bepaalde aesthetische, technische en sociale eisen voldoen: b. het geven van voorlichting over en het maken van propaganda voor een goede woninginrichting." De stichting was ontstaan vanuit groepen consumenten, fabrikanten, kunstenaars en winkeliers. Licht-Lankelma werd lid van de algemene raad van Goed Wonen. Ze zette zich via de activiteiten en als redactielid van het maandblad (1965-1969) van de stichting onder meer in voor voorlichting over woninginrichting. Goed Wonen richtte jarenlang in het hele land in totaal 75 modelwoningen in, zodat belangstellenden de ideeën in de praktijk konden bekijken. Licht-Lankelma was verantwoordelijk voor de inrichting van modelwoningen in onder andere Zaandam (1950), Ede (1952), Tuindorp Oostzaan (1957), Alkmaar (1959), Mariahoeve in Den Haag (1960), Nieuw-Vennep (1963). en Alblasserdam (1966). In 1958 schreef ze samen met onder anderen Cora Chaillet, Luzia Hartsuyker-Curjel, Johan Niegeman en Bé Niegeman-Brand Ik kan wonen : geïllustreerd handboek voor allen, die hun huis goed willen inrichten en bewonen. In 1965 ontwierp Licht-Lankelma samen met Chaillet de stand van Goed Wonen voor de Huishoudbeurs.
Licht-Lankelma werd in haar werk geïnspireerd door de principes van het CIAM en de Nieuwe Zakelijkheid. Ze vond het belangrijk dat bij een inrichting niet alleen werd nagedacht over verantwoord meubilair en de plaatsing daarvan, maar dat er ook rekening werd gehouden met de leefgewoonten, eisen, wensen en activiteiten van de bewoners of gebruikers. Ze zorgde bij haar ontwerpen voor meer licht in het interieur, onder andere door het gebruik van een glazen scheidingswand, en een werkplek voor de vrouw des huizes. Ze heeft kreeg in de loop der jaren ruim 200 opdrachten, en was verantwoordelijk voor de inrichting van onder meer een kleuterschool in Ilpendam (1959-1961), een boekwinkel in Purmerend (1965), de Doopsgezinde Kerk in Purmerend (ca. 1967), Kindertehuis De Veilige Haven te Haarlem (1967), de Boerenleenbank in Purmerend (1968), het zusterhuis in het Stadsziekenhuis te Purmerend (1968) en een bejaardencentrum in Amsterdam Geuzenveld (1969-1971).
In 1992 bracht de Stichting Amazone in de tentoonstelling Intra Muros, het werk van twaalf Nederlandse interieurarchitectes uit de twintigste eeuw onder de aandacht. Naast Lida Licht-Lankelma waren dat Elsebeth Bout-van Blerkom, Joke Budding-Fels, Cora Chaillet, Marie-Anne Defesche, Désirée van Dijk, Ida Falkenberg-Lieftinck, Akelei Hertzberger, Bé Niegeman-Brand, Mieke Poot, Truus Schröder en Margaret Staal-Kropholler.
Lida Licht-Lankelma overleed in 2014, op 94-jarige leeftijd.